# Campeonato Mundial de Baloncesto Sub-19 de 2021
El Campeonato Mundial de Baloncesto Masculino Sub-19 de 2021 fue la decimoquinta edición del torneo organizado por FIBA que enfrentó a los seleccionados nacionales juveniles de 19 años o menos. Tuvo lugar del 3 al 11 de julio de 2021 en las ciudades de Riga y Daugavpils (Letonia).

## Clasificación
La clasificación al campeonato se vio afectada por la suspensión de las competencias FIBA durante el año 2020 a causa de la pandemia de COVID-19. Por esta razón, solo los equipos africanos clasificaron directamente a través de sus competencias continentales. Para el resto de las regiones, se usó la posición de los equipos en la clasificación mundial de FIBA para determinar su participación en el torneo.
| Competición                                                     | Fecha                    | Sede     | Plazas | Equipos clasificados                        |
| --------------------------------------------------------------- | ------------------------ | -------- | ------ | ------------------------------------------- |
| País anfitrión                                                  | –                        | –        | 1      | Letonia                                     |
| Campeonato FIBA África Sub-18 de 2020                           | 3–9 de diciembre de 2020 | El Cairo | 2      | Malí Senegal                                |
| Mejores 4 equipos de FIBA Américas en clasificación mundial     | –                        | –        | 4      | Argentina Canadá Estados Unidos Puerto Rico |
| Mejores 4 equipos de FIBA Asia/Oceanía en clasificación mundial | –                        | –        | 4      | Australia China Corea del Sur Japón         |
| Mejores 5 equipos de FIBA Europa en clasificación mundial       | –                        | –        | 5      | España Francia Lituania Serbia Turquía      |
| Total                                                           | Total                    |          | 16     | 16                                          |

## Sorteo de grupos
Para el sorteo de los grupos, los equipos participantes fueron repartidos en los siguientes cuatro bombos.
| Bombo 1                              | Bombo 2                         | Bombo 3                            | Bombo 4                            |
| ------------------------------------ | ------------------------------- | ---------------------------------- | ---------------------------------- |
| Estados Unidos Canadá España Letonia | Francia Lituania Turquía Serbia | Australia Corea del Sur Japón Irán | Argentina Puerto Rico Malí Senegal |

El sorteo tuvo lugar el 28 de abril de 2021 en Berlín, Alemania.
| Grupo A                       | Grupo B                         | Grupo C                                | Grupo D                               |
| ----------------------------- | ------------------------------- | -------------------------------------- | ------------------------------------- |
| Canadá Lituania Japón Senegal | Letonia Serbia Irán Puerto Rico | España Francia Corea del Sur Argentina | Estados Unidos Turquía Australia Malí |

## Fase de grupos
Todos los horarios corresponden al huso horario local, UTC+3.

### Grupo A
| Pos. | Equipo   | PJ | G | P | PF  | PC  | DP  | Pts |
| ---- | -------- | -- | - | - | --- | --- | --- | --- |
| 1    | Canadá   | 3  | 3 | 0 | 265 | 202 | +63 | 6   |
| 2    | Lituania | 3  | 2 | 1 | 244 | 216 | +28 | 5   |
| 3    | Senegal  | 3  | 1 | 2 | 205 | 234 | −29 | 4   |
| 4    | Japón    | 3  | 0 | 3 | 209 | 271 | −62 | 3   |

 Fuente: FIBA

#### Fecha 1
| 3 de julio de 2021 | Senegal                                       | 76–71                                 | Japón                                                                | Daugavpils                                                                             |  |
| 12:00              | Parciales: 20-25, 22-15, 17-14, 17-17         | Parciales: 20-25, 22-15, 17-14, 17-17 | Parciales: 20-25, 22-15, 17-14, 17-17                                |                                                                                        |  |
|                    | Estadísticas C. Sow 18 K. Diop 9 D. Magassa 6 | Reporte Pts Reb Asts                  | Estadísticas 15 J. Iwashita 5 E. Yoneyama, J. Iwashita 5 J. Iwashita | Pabellón: Daugavpils Olympic Center Árbitros: Leonardo Zalazar Özlem Yalman Ryan Jones |  |

| 3 de julio de 2021 | Canadá                                                                       | 80–71                                 | Lituania                                                   | Daugavpils                                                                         |  |
| 15:00              | Parciales: 17-16, 15-26, 19-13, 29-16                                        | Parciales: 17-16, 15-26, 19-13, 29-16 | Parciales: 17-16, 15-26, 19-13, 29-16                      |                                                                                    |  |
|                    | Estadísticas C. Houstan, R. Nembhard 18 Z. Edey 16 C. Houstan, R. Nembhard 3 | Reporte Pts Reb Asts                  | Estadísticas 32 A. Tubelis 12 A. Tubelis 9 A. Marčiulionis | Pabellón: Daugavpils Olympic Center Árbitros: Julio Anaya Maj Forsberg Grant Todey |  |

#### Fecha 2
| 4 de julio de 2021 | Japón                                                  | 75–100                                | Canadá                                               | Daugavpils                                                                          |  |
| 12:00              | Parciales: 15-13, 18-27, 21-36, 21-24                  | Parciales: 15-13, 18-27, 21-36, 21-24 | Parciales: 15-13, 18-27, 21-36, 21-24                |                                                                                     |  |
|                    | Estadísticas E. Yoneyama 18 E. Yoneyama 5 Harper Jr. 6 | Reporte Pts Reb Asts                  | Estadísticas 30 B. Mathurin 15 Z. Edey 5 R. Nembhard | Pabellón: Daugavpils Olympic Center Árbitros: Kerem Baki Carlos Peralta Amr Aboollo |  |

| 4 de julio de 2021 | Lituania | 78–73                                 | Senegal                                           | Daugavpils                                                                              |  |
| 15:00              | Parciales: 21-15, 23-17, 17-22, 17-19                                                                                | Parciales: 21-15, 23-17, 17-22, 17-19 | Parciales: 21-15, 23-17, 17-22, 17-19             |                                                                                         |  |
|                    | Estadísticas D. Stenionis, M. Rubstavicius 14 A. Tubelis, M. Krivas, L. Lelevicius 6 D. Stenionis, A. Marčiulionis 6 | Reporte Pts Reb Asts                  | Estadísticas 23 I. Badji 14 I. Badji 5 D. Magassa | Pabellón: Daugavpils Olympic Center Árbitros: Amy Bonner Leonardo Zalazar Arnold Moseya |  |

#### Fecha 3
| 6 de julio de 2021 | Senegal                                                     | 56–85                                 | Canadá                                           | Daugavpils                                                                         |  |
| 12:00              | Parciales: 13-27, 13-23, 13-15, 17-20                       | Parciales: 13-27, 13-23, 13-15, 17-20 | Parciales: 13-27, 13-23, 13-15, 17-20            |                                                                                    |  |
|                    | Estadísticas D. Magassa 15 K. Diop, I. Badji 9 D. Magassa 3 | Reporte Pts Reb Asts                  | Estadísticas 18 Z. Edey 17 Z. Edey 8 R. Nembhard | Pabellón: Daugavpils Olympic Center Árbitros: Grant Todey Özlem Yalman Amr Aboollo |  |

| 6 de julio de 2021 | Lituania                                                                   | 95–63                                | Japón                                                                 | Daugavpils                                                                                 |  |
| 15:00              | Parciales: 28-13, 29-19, 21-9, 17-22                                       | Parciales: 28-13, 29-19, 21-9, 17-22 | Parciales: 28-13, 29-19, 21-9, 17-22                                  |                                                                                            |  |
|                    | Estadísticas A. Tubelis, L. Lelevicius 15 M. Rubstavicius 8 D. Stenionis 5 | Reporte Pts Reb Asts                 | Estadísticas 10 A. Ogawa, Harper Jr. 6 E. Yoneyama 2 Cuatro jugadores | Pabellón: Daugavpils Olympic Center Árbitros: Amy Bonner Kyoungjin Park Virginia Peruchini |  |

### Grupo B
| Pos. | Equipo      | PJ | G | P | PF  | PC  | DP  | Pts |
| ---- | ----------- | -- | - | - | --- | --- | --- | --- |
| 1    | Serbia      | 3  | 3 | 0 | 243 | 201 | +42 | 6   |
| 2    | Letonia (H) | 3  | 1 | 2 | 203 | 198 | +5  | 4   |
| 3    | Irán        | 3  | 1 | 2 | 196 | 214 | −18 | 4   |
| 4    | Puerto Rico | 3  | 1 | 2 | 211 | 240 | −29 | 4   |

 Fuente: FIBA

#### Fecha 1
| 3 de julio de 2021 | Puerto Rico                                                               | 79–75                                 | Letonia                                                           | Daugavpils                                                                                 |  |
| 18:00              | Parciales: 15-18, 19-18, 14-25, 31-14                                     | Parciales: 15-18, 19-18, 14-25, 31-14 | Parciales: 15-18, 19-18, 14-25, 31-14                             |                                                                                            |  |
|                    | Estadísticas A. Clark 24 R. Pinzón, J. Ezquerra 5 R. Pinzón, P. Wheeler 4 | Reporte Pts Reb Asts                  | Estadísticas 17 R. Vanags 8 N. Viljamsons, K. Helmanis 7 T. Skuja | Pabellón: Daugavpils Olympic Center Árbitros: Kerem Baki Carlos Peralta Virginia Peruchini |  |

| 3 de julio de 2021 | Irán                                                                                  | 67–88                                 | Serbia                                               | Daugavpils                                                                                  |  |
| 21:00              | Parciales: 19-14, 14-22, 17-22, 17-30                                                 | Parciales: 19-14, 14-22, 17-22, 17-30 | Parciales: 19-14, 14-22, 17-22, 17-30                |                                                                                             |  |
|                    | Estadísticas M. Lakzaeifard, A. Yazarloo 11 M. Rahimi 9 A. Shahryari, P. Girgoorian 3 | Reporte Pts Reb Asts                  | Estadísticas 17 F. Škobalj 9 F. Škobalj 6 N. Đurišić | Pabellón: Daugavpils Olympic Center Árbitros: Zdenko Tomasović Kyoungjin Park Arnold Moseya |  |

#### Fecha 2
| 4 de julio de 2021 | Letonia                                               | 58–48                               | Irán                                                                      | Daugavpils                                                                                       |  |
| 18:00              | Parciales: 15-17, 8-12, 11-9, 24-10                   | Parciales: 15-17, 8-12, 11-9, 24-10 | Parciales: 15-17, 8-12, 11-9, 24-10                                       |                                                                                                  |  |
|                    | Estadísticas K. Feierbergs 17 R. Macoha 12 T. Skuja 4 | Reporte Pts Reb Asts                | Estadísticas 16 P. Fallah 6 P. Fallah, N. Yazarloo 3 P. Fallah, M. Rahimi | Pabellón: Daugavpils Olympic Center Árbitros: Zdenko Tomasović Kyoungjin Park Virginia Peruchini |  |

| 4 de julio de 2021 | Serbia                                               | 84–64                                | Puerto Rico                                      | Daugavpils                                                                        |  |
| 21:00              | Parciales: 19-19, 20-20, 30-7, 15-18                 | Parciales: 19-19, 20-20, 30-7, 15-18 | Parciales: 19-19, 20-20, 30-7, 15-18             |                                                                                   |  |
|                    | Estadísticas N. Jović 16 N. Jović 11 A. Kovačević 10 | Reporte Pts Reb Asts                 | Estadísticas 24 A. Clark 9 R. Pinzón 4 R. Pinzón | Pabellón: Daugavpils Olympic Center Árbitros: Julio Anaya Maj Forsberg Ryan Jones |  |

#### Fecha 3
| 6 de julio de 2021 | Serbia                                               | 71–70                                | Letonia                                              | Daugavpils                                                                              |  |
| 18:00              | Parciales: 16-24, 16-21, 19-8, 20-17                 | Parciales: 16-24, 16-21, 19-8, 20-17 | Parciales: 16-24, 16-21, 19-8, 20-17                 |                                                                                         |  |
|                    | Estadísticas N. Jović 16 F. Škobalj 8 A. Kovačević 4 | Reporte Pts Reb Asts                 | Estadísticas 16 R. Macoha 7 N. Viljamsons 4 T. Skuja | Pabellón: Daugavpils Olympic Center Árbitros: Julio Anaya Maj Forsberg Leonardo Zalazar |  |

| 6 de julio de 2021 | Puerto Rico                                                   | 68–81                                 | Irán                                                        | Daugavpils                                                                        |  |
| 21:00              | Parciales: 16-22, 14-12, 20-18, 18-29                         | Parciales: 16-22, 14-12, 20-18, 18-29 | Parciales: 16-22, 14-12, 20-18, 18-29                       |                                                                                   |  |
|                    | Estadísticas R. Pinzón 19 P. Wheeler 11 R. Pinzón, A. Clark 5 | Reporte Pts Reb Asts                  | Estadísticas 24 P. Girgoorian 11 P. Fallah 9 M. Lakzaeifard | Pabellón: Daugavpils Olympic Center Árbitros: Kerem Baki Ryan Jones Arnold Moseya |  |

### Grupo C
| Pos. | Equipo        | PJ | G | P | PF  | PC  | DP   | Pts |
| ---- | ------------- | -- | - | - | --- | --- | ---- | --- |
| 1    | Francia       | 3  | 2 | 1 | 265 | 160 | +105 | 5   |
| 2    | España        | 3  | 2 | 1 | 227 | 176 | +51  | 5   |
| 3    | Argentina     | 3  | 2 | 1 | 233 | 231 | +2   | 5   |
| 4    | Corea del Sur | 3  | 0 | 3 | 170 | 328 | −158 | 3   |

 Fuente: FIBA

#### Fecha 1
| 3 de julio de 2021 | Francia | 117–48                               | Corea del Sur                                                | Riga                                                                                            |  |
| 11:30              | Parciales: 20-11, 23-16, 41-12, 33-9                                                                           | Parciales: 20-11, 23-16, 41-12, 33-9 | Parciales: 20-11, 23-16, 41-12, 33-9                         |                                                                                                 |  |
|                    | Estadísticas M. Strazel, V. Wembanyama 16 J. Tchicamboud 11 J. Tchicamboud, R. Demahis-Ballou, V. Wembanyama 5 | Reporte Pts Reb Asts                 | Estadísticas 19 Dong-hyun K. 8 Jun-Seok Y. 1 Cinco jugadores | Pabellón: Olympic Sports Centre Riga Árbitros: Andris Aunkrogers Gizella Györgyi Daigo Urushima |  |

| 3 de julio de 2021 | Argentina                                                    | 69–68                                 | España                                                              | Riga                                                                                         |  |
| 14:30              | Parciales: 11-21, 17-16, 25-15, 16-16                        | Parciales: 11-21, 17-16, 25-15, 16-16 | Parciales: 11-21, 17-16, 25-15, 16-16                               |                                                                                              |  |
|                    | Estadísticas A. Azpilicueta 15 J. Fernández 7 J. Fernández 3 | Reporte Pts Reb Asts                  | Estadísticas 13 R. Domínguez 7 H. Alderete 3 M. Peñarroya, J. Núñez | Pabellón: Olympic Sports Centre Riga Árbitros: Wojciech Liszka Maripier Malo Gvidas Gedvilas |  |

#### Fecha 2
| 4 de julio de 2021 | Corea del Sur                                                       | 74–112                                | Argentina                                                                        | Riga                                                                                           |  |
| 11:30              | Parciales: 13-33, 22-16, 20-35, 19-28                               | Parciales: 13-33, 22-16, 20-35, 19-28 | Parciales: 13-33, 22-16, 20-35, 19-28                                            |                                                                                                |  |
|                    | Estadísticas Jun-Seok Y. 27 Jun-Seok Y. 13 Jun-Seok Y., Taehun K. 3 | Reporte Pts Reb Asts                  | Estadísticas 22 M. Rodríguez Ortega 9 M. Rodríguez Ortega, G. Corbalán 7 M. Díaz | Pabellón: Olympic Sports Centre Riga Árbitros: Carsten Straube Gvidas Gedvilas Andrada Csender |  |

| 4 de julio de 2021 | España                                                  | 60–59                                            | Francia                                                     | Riga                                                                                              |  |
| 14:30              | Parciales: 8-16, 11-11, 18-10, 15-15 (T.E.: 8-7)        | Parciales: 8-16, 11-11, 18-10, 15-15 (T.E.: 8-7) | Parciales: 8-16, 11-11, 18-10, 15-15 (T.E.: 8-7)            |                                                                                                   |  |
|                    | Estadísticas R. Domínguez 14 M. Jiménez 9 G. Ferrando 3 | Reporte Pts Reb Asts                             | Estadísticas 22 V. Wembanyama 10 V. Wembanyama 9 M. Strazel | Pabellón: Olympic Sports Centre Riga Árbitros: Andris Aunkrogers Maripier Malo Nathaniel Saunders |  |

#### Fecha 3
| 6 de julio de 2021 | Corea del Sur                                          | 48–99                                | España                                                                 | Riga                                                                                     |  |
| 11:30              | Parciales: 14-17, 12-23, 9-24, 13-35                   | Parciales: 14-17, 12-23, 9-24, 13-35 | Parciales: 14-17, 12-23, 9-24, 13-35                                   |                                                                                          |  |
|                    | Estadísticas Jun-Seok Y. 26 Jun-Seok Y. 12 Kyutae L. 3 | Reporte Pts Reb Asts                 | Estadísticas 20 M. Jiménez 10 J. Godspower 7 M. Peñarroya, G. Ferrando | Pabellón: Olympic Sports Centre Riga Árbitros: Alexis Mercado Andrada Csender Mbaye Seye |  |

| 6 de julio de 2021 | Argentina                                             | 52–89                               | Francia                                                 | Riga                                                                                     |  |
| 14:30              | Parciales: 9-16, 11-24, 23-19, 9-30                   | Parciales: 9-16, 11-24, 23-19, 9-30 | Parciales: 9-16, 11-24, 23-19, 9-30                     |                                                                                          |  |
|                    | Estadísticas J. Fernández 14 J. Fernández 9 M. Díaz 2 | Reporte Pts Reb Asts                | Estadísticas 13 L. Ugolin 12 V. Wembanyama 6 M. Strazel | Pabellón: Olympic Sports Centre Riga Árbitros: Andreia Silva Martin Vulić Daigo Urushima |  |

### Grupo D
| Pos. | Equipo         | PJ | G | P | PF  | PC  | DP  | Pts |
| ---- | -------------- | -- | - | - | --- | --- | --- | --- |
| 1    | Estados Unidos | 3  | 3 | 0 | 270 | 172 | +98 | 6   |
| 2    | Turquía        | 3  | 2 | 1 | 176 | 199 | −23 | 5   |
| 3    | Australia      | 3  | 1 | 2 | 225 | 218 | +7  | 4   |
| 4    | Malí           | 3  | 0 | 3 | 173 | 255 | −82 | 3   |

 Fuente: FIBA

#### Fecha 1
| 3 de julio de 2021 | Turquía                                                   | 54–83                                | Estados Unidos                                      | Riga                                                                                              |  |
| 17:30              | Parciales: 9-29, 11-17, 18-17, 16-20                      | Parciales: 9-29, 11-17, 18-17, 16-20 | Parciales: 9-29, 11-17, 18-17, 16-20                |                                                                                                   |  |
|                    | Estadísticas D. Mutaf 12 D. Mutaf 8 B. Yılmaz, D. Mutaf 4 | Reporte Pts Reb Asts                 | Estadísticas 21 J. Ivey 9 C. Holmgren 5 K. Chandler | Pabellón: Olympic Sports Centre Riga Árbitros: Carsten Straube Nathaniel Saunders Gizella Györgyi |  |

| 3 de julio de 2021 | Malí                                                         | 67–97                                 | Australia                                   | Riga                                                                                    |  |
| 20:30              | Parciales: 17-18, 17-21, 11-36, 22-22                        | Parciales: 17-18, 17-21, 11-36, 22-22 | Parciales: 17-18, 17-21, 11-36, 22-22       |                                                                                         |  |
|                    | Estadísticas B. Coulibaly 13 O. Ballo, M. Diaby 8 O. Ballo 4 | Reporte Pts Reb Asts                  | Estadísticas 15 A. Gak 9 A. Gak 5 B. Bayles | Pabellón: Olympic Sports Centre Riga Árbitros: Martin Vulić Andreia Silva Mohammad Taha |  |

#### Fecha 2
| 4 de julio de 2021 | Australia                                           | 62–64                                | Turquía                                            | Riga                                                                                       |  |
| 17:30              | Parciales: 7-18, 27-16, 15-12, 13-18                | Parciales: 7-18, 27-16, 15-12, 13-18 | Parciales: 7-18, 27-16, 15-12, 13-18               |                                                                                            |  |
|                    | Estadísticas B. Bayles 15 D. Daniels 6 D. Daniels 8 | Reporte Pts Reb Asts                 | Estadísticas 13 D. Mutaf 12 F. Haltali 5 B. Yılmaz | Pabellón: Olympic Sports Centre Riga Árbitros: Andreia Silva Alexis Mercado Daigo Urushima |  |

| 4 de julio de 2021 | Estados Unidos                                                                          | 100–52                              | Malí                                                                  | Riga                                                                                   |  |
| 20:30              | Parciales: 29-23, 26-13, 25-8, 20-8                                                     | Parciales: 29-23, 26-13, 25-8, 20-8 | Parciales: 29-23, 26-13, 25-8, 20-8                                   |                                                                                        |  |
|                    | Estadísticas J. Ivey, K. Lofton Jr., C. Furst 14 H. Ingram, P. Baldwin Jr. 7 M. Miles 6 | Reporte Pts Reb Asts                | Estadísticas 9 O. Ballo, M. Sidibe 10 F. Traore 3 O. Ballo, F. Traore | Pabellón: Olympic Sports Centre Riga Árbitros: Wojciech Liszka Martin Vulić Mbaye Seye |  |

#### Fecha 3
| 6 de julio de 2021 | Turquía                                                          | 58–54                                 | Malí                                                | Riga                                                                                           |  |
| 17:30              | Parciales: 17-10, 15-20, 15-10, 11-14                            | Parciales: 17-10, 15-20, 15-10, 11-14 | Parciales: 17-10, 15-20, 15-10, 11-14               |                                                                                                |  |
|                    | Estadísticas D. Mutaf 13 F. Haltali 7 B. Yılmaz, E. Yıldızoğlu 4 | Reporte Pts Reb Asts                  | Estadísticas 16 O. Ballo 13 O. Ballo 5 B. Coulibaly | Pabellón: Olympic Sports Centre Riga Árbitros: Andris Aunkrogers Mohammad Taha Gizella Györgyi |  |

| 6 de julio de 2021 | Australia                                          | 66–87                                 | Estados Unidos                                                                              | Riga                                                                                            |  |
| 20:30              | Parciales: 16-24, 26-20, 8-23, 16-'20              | Parciales: 16-24, 26-20, 8-23, 16-'20 | Parciales: 16-24, 26-20, 8-23, 16-'20                                                       |                                                                                                 |  |
|                    | Estadísticas D. Daniels 18 B. Jones 7 D. Daniels 4 | Reporte Pts Reb Asts                  | Estadísticas 16 M. Miles, K. Lofton Jr. 7 J. Ivey, K. Lofton Jr. 3 C. Holmgren, K. Chandler | Pabellón: Olympic Sports Centre Riga Árbitros: Wojciech Liszka Maripier Malo Nathaniel Saunders |  |

## Fase final

### Cuadro de finales
|  | Octavos de final | Octavos de final | Octavos de final |                |    | Cuartos de final | Cuartos de final | Cuartos de final |  |    | Semifinales | Semifinales | Semifinales |    |                    | Final              | Final              | Final       |  |
|  | 7 de julio       | 7 de julio       | 7 de julio       |                |    | 9 de julio       | 9 de julio       | 9 de julio       |  |    | 10 de julio | 10 de julio | 10 de julio |    |                    | 11 de julio        | 11 de julio        | 11 de julio |  |
|  |                  |                  |                  |                |    |                  |                  |                  |  |    |             |             |             |    |                    |                    |                    |             |  |
|  |                  |                  |                  |                |    |                  |                  |                  |  |    |             |             |             |    |                    |                    |                    |             |  |
|  | A1               | Canadá           | 86               |                |    |                  |                  |                  |  |    |             |             |             |    |                    |                    |                    |             |  |
|  | A1               | Canadá           | 86               |                |    |                  |                  |                  |  |    |             |             |             |    |                    |                    |                    |             |  |
|  | B4               | Puerto Rico      | 56               |                |    |                  |                  |                  |  |    |             |             |             |    |                    |                    |                    |             |  |
|  | B4               | Puerto Rico      | 56               |                | A1 | Canadá           | 81               |                  |  |    |             |             |             |    |                    |                    |                    |             |  |
|  |                  |                  |                  |                | A1 | Canadá           | 81               |                  |  |    |             |             |             |    |                    |                    |                    |             |  |
|  |                  |                  | C2               | España         | 77 |                  |                  |                  |  |    |             |             |             |    |                    |                    |                    |             |  |
|  | C2               | España           | C2               | España         | 77 | 86               |                  |                  |  |    |             |             |             |    |                    |                    |                    |             |  |
|  | C2               | España           |                  |                |    |                  |                  |                  |  |    |             |             |             |    |                    |                    |                    |             |  |
|  | D3               | Australia        | 73               |                |    |                  |                  |                  |  |    |             |             |             |    |                    |                    |                    |             |  |
|  | D3               | Australia        | 73               |                |    |                  |                  |                  |  | A1 | Canadá      | 86          |             |    |                    |                    |                    |             |  |
|  |                  |                  |                  |                |    |                  |                  |                  |  | A1 | Canadá      | 86          |             |    |                    |                    |                    |             |  |
|  |                  |                  | D1               | Estados Unidos | 92 |                  |                  |                  |  |    |             |             |             |    |                    |                    |                    |             |  |
|  | A3               | Senegal          | D1               | Estados Unidos | 92 | 57               |                  |                  |  |    |             |             |             |    |                    |                    |                    |             |  |
|  | A3               | Senegal          |                  |                |    |                  |                  |                  |  |    |             |             |             |    |                    |                    |                    |             |  |
|  | B2               | Letonia          | 44               |                |    |                  |                  |                  |  |    |             |             |             |    |                    |                    |                    |             |  |
|  | B2               | Letonia          | 44               |                | A3 | Senegal          | 58               |                  |  |    |             |             |             |    |                    |                    |                    |             |  |
|  |                  |                  |                  |                | A3 | Senegal          | 58               |                  |  |    |             |             |             |    |                    |                    |                    |             |  |
|  |                  |                  | D1               | Estados Unidos | 88 |                  |                  |                  |  |    |             |             |             |    |                    |                    |                    |             |  |
|  | C4               | Corea del Sur    | D1               | Estados Unidos | 88 | 60               |                  |                  |  |    |             |             |             |    |                    |                    |                    |             |  |
|  | C4               | Corea del Sur    |                  |                |    |                  |                  |                  |  |    |             |             |             |    |                    |                    |                    |             |  |
|  | D1               | Estados Unidos   | 132              |                |    |                  |                  |                  |  |    |             |             |             |    |                    |                    |                    |             |  |
|  | D1               | Estados Unidos   | 132              |                |    |                  |                  |                  |  |    |             |             |             |    | D1                 | Estados Unidos     | 83                 |             |  |
|  |                  |                  |                  |                |    |                  |                  |                  |  |    |             |             |             |    | D1                 | Estados Unidos     | 83                 |             |  |
|  |                  |                  | C1               | Francia        | 81 |                  |                  |                  |  |    |             |             |             |    |                    |                    |                    |             |  |
|  | A2               | Lituania         | C1               | Francia        | 81 | 96               |                  |                  |  |    |             |             |             |    |                    |                    |                    |             |  |
|  | A2               | Lituania         |                  |                |    |                  |                  |                  |  |    |             |             |             |    |                    |                    |                    |             |  |
|  | B3               | Irán             | 53               |                |    |                  |                  |                  |  |    |             |             |             |    |                    |                    |                    |             |  |
|  | B3               | Irán             | 53               |                | A2 | Lituania         | 79               |                  |  |    |             |             |             |    |                    |                    |                    |             |  |
|  |                  |                  |                  |                | A2 | Lituania         | 79               |                  |  |    |             |             |             |    |                    |                    |                    |             |  |
|  |                  |                  | C1               | Francia        | 84 |                  |                  |                  |  |    |             |             |             |    |                    |                    |                    |             |  |
|  | C1               | Francia          | C1               | Francia        | 84 | 86               |                  |                  |  |    |             |             |             |    |                    |                    |                    |             |  |
|  | C1               | Francia          |                  |                |    |                  |                  |                  |  |    |             |             |             |    |                    |                    |                    |             |  |
|  | D4               | Malí             | 52               |                |    |                  |                  |                  |  |    |             |             |             |    |                    |                    |                    |             |  |
|  | D4               | Malí             | 52               |                |    |                  |                  |                  |  | C1 | Francia     | 75          |             |    |                    |                    |                    |             |  |
|  |                  |                  |                  |                |    |                  |                  |                  |  | C1 | Francia     | 75          |             |    |                    |                    |                    |             |  |
|  |                  |                  | B1               | Serbia         | 69 |                  |                  |                  |  |    |             |             |             |    |                    |                    |                    |             |  |
|  | A4               | Japón            | B1               | Serbia         | 69 | 86               |                  |                  |  |    |             |             |             |    |                    |                    |                    |             |  |
|  | A4               | Japón            |                  |                |    |                  |                  |                  |  |    |             |             |             |    |                    |                    |                    |             |  |
|  | B1               | Serbia           | 89               |                |    |                  |                  |                  |  |    |             |             |             |    |                    |                    |                    |             |  |
|  | B1               | Serbia           | 89               |                | B1 | Serbia           | 89               |                  |  |    |             |             |             |    | Partido 3.º puesto | Partido 3.º puesto | Partido 3.º puesto |             |  |
|  |                  |                  |                  |                | B1 | Serbia           | 89               |                  |  |    |             |             |             |    | Partido 3.º puesto | Partido 3.º puesto | Partido 3.º puesto |             |  |
|  |                  |                  | C3               | Argentina      | 83 |                  |                  |                  |  |    |             |             |             |    |                    |                    |                    |             |  |
|  | C3               | Argentina        | C3               | Argentina      | 83 | 76               |                  |                  |  |    |             |             |             | A1 | Canadá             | 101                |                    |             |  |
|  | C3               | Argentina        |                  |                |    |                  |                  |                  |  |    |             |             |             | A1 | Canadá             | 101                |                    |             |  |
|  | D2               | Turquía          | 74               |                |    |                  |                  |                  |  |    |             |             |             |    |                    | B1                 | Serbia             | 92          |  |
|  | D2               | Turquía          | 74               |                |    |                  |                  |                  |  |    |             |             |             |    |                    | B1                 | Serbia             | 92          |  |
|  |                  |                  |                  |                |    |                  |                  |                  |  |    |             |             |             |    |                    |                    |                    |             |  |

#### Octavos de final
| 7 de julio de 2021 | Francia                                                     | 86–52                                | Malí                                                         | Riga                                                                                     |  |
| 11:30              | Parciales: 29-18, 13-15, 24-6, 20-13                        | Parciales: 29-18, 13-15, 24-6, 20-13 | Parciales: 29-18, 13-15, 24-6, 20-13                         |                                                                                          |  |
|                    | Estadísticas J. Tchicamboud 14 C. Frisch 8 J. Tchicamboud 8 | Reporte Pts Reb Asts                 | Estadísticas 13 M. Sidibe 9 L. Dembele 3 O. Ballo, T. Konate | Pabellón: Olympic Sports Centre Riga Árbitros: Martin Vulić Alexis Mercado Mohammad Taha |  |

| 7 de julio de 2021 | Japón                                                   | 86–89                                 | Serbia                                            | Daugavpils                                                                         |  |
| 12:00              | Parciales: 17-22, 24-20, 19-20, 26-27                   | Parciales: 17-22, 24-20, 19-20, 26-27 | Parciales: 17-22, 24-20, 19-20, 26-27             |                                                                                    |  |
|                    | Estadísticas I. Yamazaki 23 I. Yamazaki 5 J. Iwashita 6 | Reporte Pts Reb Asts                  | Estadísticas 28 N. Jović 10 M. Mušikić 6 N. Jović | Pabellón: Daugavpils Olympic Center Árbitros: Amy Bonner Carlos Peralta Ryan Jones |  |

| 7 de julio de 2021 | España                                                     | 86–73                                 | Australia                                    | Riga                                                                                           |  |
| 14:30              | Parciales: 25-24, 23-15, 18-13, 20-21                      | Parciales: 25-24, 23-15, 18-13, 20-21 | Parciales: 25-24, 23-15, 18-13, 20-21        |                                                                                                |  |
|                    | Estadísticas R. Domínguez 24 J. Godspower 11 G. Ferrando 6 | Reporte Pts Reb Asts                  | Estadísticas 16 A. Gak 7 A. Gak 6 D. Daniels | Pabellón: Olympic Sports Centre Riga Árbitros: Andris Aunkrogers Andreia Silva Carsten Straube |  |

| 7 de julio de 2021 | Lituania                                                              | 96–53                                | Irán                                                    | Daugavpils                                                                              |  |
| 15:00              | Parciales: 23-9, 23-14, 26-18, 24-12                                  | Parciales: 23-9, 23-14, 26-18, 24-12 | Parciales: 23-9, 23-14, 26-18, 24-12                    |                                                                                         |  |
|                    | Estadísticas H. Pivorius 17 A. Tubelis, M. Krivas 6 A. Marčiulionis 7 | Reporte Pts Reb Asts                 | Estadísticas 13 A. Shahryari 10 P. Fallah 2 N. Yazarloo | Pabellón: Daugavpils Olympic Center Árbitros: Zdenko Tomasović Maj Forsberg Grant Todey |  |

| 7 de julio de 2021 | Argentina                                                                 | 76–74                                 | Turquía                                                        | Riga                                                                                            |  |
| 17:30              | Parciales: 18-18, 20-11, 10-21, 28-24                                     | Parciales: 18-18, 20-11, 10-21, 28-24 | Parciales: 18-18, 20-11, 10-21, 28-24                          |                                                                                                 |  |
|                    | Estadísticas G. Corbalán 25 M. Rodríguez Ortega 6 G. Corbalán, M. Pérez 3 | Reporte Pts Reb Asts                  | Estadísticas 19 F. Haltali 10 F. Haltali 4 F. Haltali, B. Tuna | Pabellón: Olympic Sports Centre Riga Árbitros: Wojciech Liszka Maripier Malo Nathaniel Saunders |  |

| 7 de julio de 2021 | Senegal                                                                  | 57–44                              | Letonia                                              | Daugavpils                                                                             |  |
| 18:00              | Parciales: 17-11, 7-9, 14-9, 19-15                                       | Parciales: 17-11, 7-9, 14-9, 19-15 | Parciales: 17-11, 7-9, 14-9, 19-15                   |                                                                                        |  |
|                    | Estadísticas B. Sane 17 B. Ndongo, D. Magassa 11 B. Ndongo, D. Magassa 3 | Reporte Pts Reb Asts               | Estadísticas 10 R. Vanags 8 K. Feierbergs 4 T. Skuja | Pabellón: Daugavpils Olympic Center Árbitros: Kerem Baki Özlem Yalman Leonardo Zalazar |  |

| 7 de julio de 2021 | Corea del Sur                               | 60–132                                | Estados Unidos                                           | Riga                                                                                          |  |
| 20:30              | Parciales: 17-31, 13-28, 16-28, 14-45       | Parciales: 17-31, 13-28, 16-28, 14-45 | Parciales: 17-31, 13-28, 16-28, 14-45                    |                                                                                               |  |
|                    | Estadísticas J. S. Yeo 21 D. Kim 4 T. Kim 3 | Reporte Pts Reb Asts                  | Estadísticas 17 C. Holmgren 10 C. Holmgren 7 K. Chandler | Pabellón: Olympic Sports Centre Riga Árbitros: Gvidas Gedvilas Daigo Urushima Gizella Györgyi |  |

| 7 de julio de 2021 | Canadá                                                                         | 86–56                                | Puerto Rico                                          | Daugavpils                                                                                  |  |
| 21:00              | Parciales: 21-8, 23-16, 31-13, 11-19                                           | Parciales: 21-8, 23-16, 31-13, 11-19 | Parciales: 21-8, 23-16, 31-13, 11-19                 |                                                                                             |  |
|                    | Estadísticas E. Fisher, C. Houstan 14 N. Owusu-Anane, Z. Edey 8 R. Nembhard 10 | Reporte Pts Reb Asts                 | Estadísticas 12 R. Pinzón 5 J. Nazario 4 J. Ezquerra | Pabellón: Daugavpils Olympic Center Árbitros: Julio Anaya Kyoungjin Park Virginia Peruchini |  |

#### Cuartos de final
| 9 de julio de 2021 | Canadá                                              | 81–77                                 | España                                                     | Riga                                                                  |  |
| 12:00              | Parciales: 18-18, 19-21, 21-20, 23-18               | Parciales: 18-18, 19-21, 21-20, 23-18 | Parciales: 18-18, 19-21, 21-20, 23-18                      |                                                                       |  |
|                    | Estadísticas C. Houstan 25 Z. Edey 15 R. Nembhard 5 | Reporte Pts Reb Asts                  | Estadísticas 21 R. Domínguez 11 A. Domenech 5 R. Domínguez | Pabellón: Arena Riga Árbitros: Carlos Peralta Amy Bonner Martin Vulić |  |

| 9 de julio de 2021 | Lituania                                                | 79–84                                               | Francia                                                                 | Riga                                                                    |  |
| 15:00              | Parciales: 21-15, 14-18, 16-20, 18-16 (T.E.: 10-15)     | Parciales: 21-15, 14-18, 16-20, 18-16 (T.E.: 10-15) | Parciales: 21-15, 14-18, 16-20, 18-16 (T.E.: 10-15)                     |                                                                         |  |
|                    | Estadísticas A. Tubelis 19 A. Tubelis 13 D. Stenionis 5 | Reporte Pts Reb Asts                                | Estadísticas 23 M. Strazel 6 V. Wembanyama 5 J. Tchicamboud, M. Strazel | Pabellón: Arena Riga Árbitros: Julio Anaya Maripier Malo Daigo Urushima |  |

| 9 de julio de 2021 | Senegal                                        | 58–88                                 | Estados Unidos                                      | Riga                                                                    |  |
| 18:00              | Parciales: 14-32, 18-15, 12-18, 14-23          | Parciales: 14-32, 18-15, 12-18, 14-23 | Parciales: 14-32, 18-15, 12-18, 14-23               |                                                                         |  |
|                    | Estadísticas K. Diop 20 K. Diop 12 B. Ndongo 5 | Reporte Pts Reb Asts                  | Estadísticas 12 J. Ivey 8 R. Kalkbrenner 5 M. Miles | Pabellón: Arena Riga Árbitros: Kerem Baki Ryan Jones Virginia Peruchini |  |

| 9 de julio de 2021 | Serbia                                                           | 89–83                                 | Argentina                                                | Riga                                                                          |  |
| 21:00              | Parciales: 21-20, 21-16, 21-17, 26-30                            | Parciales: 21-20, 21-16, 21-17, 26-30 | Parciales: 21-20, 21-16, 21-17, 26-30                    |                                                                               |  |
|                    | Estadísticas N. Jović 26 N. Jović 13 M. Petrović, A. Kovačević 5 | Reporte Pts Reb Asts                  | Estadísticas 33 J. Fernández 16 J. Fernández 5 F. Méndez | Pabellón: Arena Riga Árbitros: Andris Aunkrogers Andreia Silva Alexis Mercado |  |

#### Semifinales
| 10 de julio de 2021 | Canadá                                              | 86–92                                 | Estados Unidos                                         | Riga                                                                   |  |
| 18:00               | Parciales: 19-24, 19-25, 25-20, 23-23               | Parciales: 19-24, 19-25, 25-20, 23-23 | Parciales: 19-24, 19-25, 25-20, 23-23                  |                                                                        |  |
|                     | Estadísticas C. Houstan 23 Z. Edey 16 R. Nembhard 6 | Reporte Pts Reb Asts                  | Estadísticas 16 K. Lofton Jr 8 C. Holmgren 7 A. Miller | Pabellón: Arena Riga Árbitros: Julio Anaya Martin Vulić Daigo Urushima |  |

| 10 de julio de 2021 | Francia                                                      | 75–69                                 | Serbia                                                          | Riga                                                                       |  |
| 21:00               | Parciales: 13-23, 20-16, 20-18, 22-12                        | Parciales: 13-23, 20-16, 20-18, 22-12 | Parciales: 13-23, 20-16, 20-18, 22-12                           |                                                                            |  |
|                     | Estadísticas J. Tchicamboud 19 Y. Ouedraogo 15 M. Strazel 10 | Reporte Pts Reb Asts                  | Estadísticas 15 N. Jović, L. Stefanović 9 N. Jović 7 M. Mušikić | Pabellón: Arena Riga Árbitros: Wojciech Liszka Leonardo Zalazar Kerem Baki |  |

#### Partido por el tercer puesto
| 11 de julio de 2021 | Canadá                                                | 101–92                                | Serbia                                                   | Riga                                                                          |  |
| 16:00               | Parciales: 33-22, 17-32, 24-20, 27-18                 | Parciales: 33-22, 17-32, 24-20, 27-18 | Parciales: 33-22, 17-32, 24-20, 27-18                    |                                                                               |  |
|                     | Estadísticas B. Mathurin 31 Z. Edey 12 R. Nembhard 10 | Reporte Pts Reb Asts                  | Estadísticas 25 M. Mušikić 7 L. Joksimović 7 M. Petrović | Pabellón: Arena Riga Árbitros: Andris Aunkrogers Andreia Silva Daigo Urushima |  |

#### Final
| 11 de julio de 2021 | Estados Unidos                                                                           | 83–81                                 | Francia                                                    | Riga                                                                     |  |
| 19:00               | Parciales: 21-19, 16-23, 22-22, 24-17                                                    | Parciales: 21-19, 16-23, 22-22, 24-17 | Parciales: 21-19, 16-23, 22-22, 24-17                      |                                                                          |  |
|                     | Estadísticas J. Ivey, K. Lofton Jr. 16 K. Chandler, K. Lofton Jr., M. Miles 7 M. Miles 6 | Reporte Pts Reb Asts                  | Estadísticas 22 V. Wembanyama 8 V. Wembanyama 8 M. Strazel | Pabellón: Arena Riga Árbitros: Julio Anaya Wojciech Liszka Maripier Malo |  |

| Bandera de Estados Unidos        |
| Campeón Estados Unidos 8° título |

### Cuadro por el 5.º-8.º puesto
|  | Semifinales 5.º-8.º | Semifinales 5.º-8.º | Semifinales 5.º-8.º |          |    | Partido 5.º puesto | Partido 5.º puesto | Partido 5.º puesto |  |
|  | 10 de julio         | 10 de julio         | 10 de julio         |          |    | 11 de julio        | 11 de julio        | 11 de julio        |  |
|  |                     |                     |                     |          |    |                    |                    |                    |  |
|  |                     |                     |                     |          |    |                    |                    |                    |  |
|  | C2                  | España              | 83                  |          |    |                    |                    |                    |  |
|  | C2                  | España              | 83                  |          |    |                    |                    |                    |  |
|  | A3                  | Senegal             | 67                  |          |    |                    |                    |                    |  |
|  | A3                  | Senegal             | 67                  |          | C2 | España             | 86                 |                    |  |
|  |                     |                     |                     |          | C2 | España             | 86                 |                    |  |
|  |                     |                     | A2                  | Lituania | 81 |                    |                    |                    |  |
|  | A2                  | Lituania            | A2                  | Lituania | 81 | 107                |                    |                    |  |
|  | A2                  | Lituania            |                     |          |    | 107                |                    |                    |  |
|  | C3                  | Argentina           | 81                  |          |    | Partido 7.º puesto | Partido 7.º puesto | Partido 7.º puesto |  |
|  | C3                  | Argentina           | 81                  |          |    | Partido 7.º puesto | Partido 7.º puesto | Partido 7.º puesto |  |
|  |                     |                     |                     |          |    |                    |                    |                    |  |
|  |                     |                     |                     |          |    | A3                 | Senegal            | 75                 |  |
|  |                     |                     |                     |          |    | A3                 | Senegal            | 75                 |  |
|  |                     |                     |                     |          |    | C3                 | Argentina          | 67                 |  |
|  |                     |                     |                     |          |    | C3                 | Argentina          | 67                 |  |
|  |                     |                     |                     |          |    |                    |                    |                    |  |

#### Semifinales del 5.º-8.º puesto
| 10 de julio de 2021 | España                                                 | 83–67                                 | Senegal                                               | Riga                                                                       |  |
| 12:00               | Parciales: 21-10, 20-16, 23-19, 19-22                  | Parciales: 21-10, 20-16, 23-19, 19-22 | Parciales: 21-10, 20-16, 23-19, 19-22                 |                                                                            |  |
|                     | Estadísticas A. Etxeguren 16 A. Etxeguren 8 J. Núñez 7 | Reporte Pts Reb Asts                  | Estadísticas 23 K. Diop 7 K. Diop 3 K. Diop, M. Mboup | Pabellón: Arena Riga Árbitros: Andris Aunkrogers Maripier Malo Grant Todey |  |

| 10 de julio de 2021 | Lituania                                                 | 107–81                                | Argentina                                      | Riga                                                                       |  |
| 15:00               | Parciales: 34-14, 24-29, 21-21, 28-17                    | Parciales: 34-14, 24-29, 21-21, 28-17 | Parciales: 34-14, 24-29, 21-21, 28-17          |                                                                            |  |
|                     | Estadísticas D. Stenionis 22 A. Tubelis 7 D. Stenionis 7 | Reporte Pts Reb Asts                  | Estadísticas 21 F. Méndez 7 S. Merlo 5 M. Díaz | Pabellón: Arena Riga Árbitros: Zdenko Tomasović Amy Bonner Carsten Straube |  |

#### Partido por el 7.º puesto
| 11 de julio de 2021 | Senegal                                      | 75–67                                 | Argentina                                            | Riga                                                                               |  |
| 10:00               | Parciales: 18-19, 17-16, 25-12, 15-20        | Parciales: 18-19, 17-16, 25-12, 15-20 | Parciales: 18-19, 17-16, 25-12, 15-20                |                                                                                    |  |
|                     | Estadísticas K. Diop 23 K. Diop 15 K. Diop 5 | Reporte Pts Reb Asts                  | Estadísticas 18 G. Corbalán 6 M. Díaz 4 J. Fernández | Pabellón: Arena Riga Árbitros: Carlos Peralta Ortega Nathaniel Saunders Ryan Jones |  |

#### Partido por el 5.º puesto
| 11 de julio de 2021 | España                                                    | 86–81                                               | Lituania                                                               | Riga                                                                   |  |
| 13:00               | Parciales: 23-17, 10-17, 17-18, 20-18 (T.E.: 16-11)       | Parciales: 23-17, 10-17, 17-18, 20-18 (T.E.: 16-11) | Parciales: 23-17, 10-17, 17-18, 20-18 (T.E.: 16-11)                    |                                                                        |  |
|                     | Estadísticas R. Domínguez 28 A. Domenech 17 G. Ferrando 8 | Reporte Pts Reb Asts                                | Estadísticas 20 A. Tubelis 15 A. Tubelis 4 A. Tubelis, A. Marčiulionis | Pabellón: Arena Riga Árbitros: Kerem Baki Martin Vulić Andrada Csender |  |

### Cuadro por el 9.º-16.º puesto
|  | Partido 13.º puesto | Partido 13.º puesto |            |             | Semifinales 13.º-16.º | Semifinales 13.º-16.º |             |             | Cuartos de final 9.º-16.º | Cuartos de final 9.º-16.º |      |           | Semifinales 9.º-12.º | Semifinales 9.º-12.º |  |  | Partido 9.º puesto | Partido 9.º puesto |
|  |                     |                     |            |             |                       |                       |             |             |                           |                           |      |           |                      |                      |  |  |                    |                    |
|  |                     |                     |            |             |                       |                       |             |             | 9 de julio                |                           |      |           |                      |                      |  |  |                    |                    |
|  |                     |                     |            |             |                       |                       |             |             |                           |                           |      |           |                      |                      |  |  |                    |                    |
|  | 11 de julio         | 11 de julio         |            |             | 10 de julio           | 10 de julio           |             |             | Puerto Rico               | 52                        |      |           | 10 de julio          | 10 de julio          |  |  | 11 de julio        | 11 de julio        |
|  | 11 de julio         | 11 de julio         |            |             | 10 de julio           | 10 de julio           |             |             | Puerto Rico               | 52                        |      |           | 10 de julio          | 10 de julio          |  |  | 11 de julio        | 11 de julio        |
|  | 11 de julio         | 11 de julio         |            |             | 10 de julio           | 10 de julio           | Australia   | 95          |                           |                           |      |           | 10 de julio          | 10 de julio          |  |  | 11 de julio        | 11 de julio        |
|  | 11 de julio         | 11 de julio         |            | Puerto Rico | 99                    |                       | Australia   | 95          |                           |                           |      | Australia | 89                   |                      |  |  | 11 de julio        | 11 de julio        |
|  | 11 de julio         | 11 de julio         | 9 de julio | Puerto Rico | 99                    |                       |             |             |                           |                           |      | Australia | 89                   |                      |  |  | 11 de julio        | 11 de julio        |
|  | 11 de julio         | 11 de julio         |            |             | Corea del Sur         | 89                    |             |             | Letonia                   | 44                        |      |           |                      |                      |  |  | 11 de julio        | 11 de julio        |
|  | 11 de julio         | 11 de julio         | Letonia    | 90          | Corea del Sur         | 89                    |             |             | Letonia                   | 44                        |      |           |                      |                      |  |  | 11 de julio        | 11 de julio        |
|  | 11 de julio         | 11 de julio         | Letonia    | 90          |                       |                       |             |             |                           |                           |      |           |                      |                      |  |  | 11 de julio        | 11 de julio        |
|  | 11 de julio         | 11 de julio         |            |             | Corea del Sur         | 67                    |             |             |                           |                           |      |           |                      |                      |  |  | 11 de julio        | 11 de julio        |
|  | Puerto Rico         | 92                  |            |             | Corea del Sur         | 67                    | Australia   | 52          |                           |                           |      |           |                      |                      |  |  |                    |                    |
|  | Puerto Rico         | 92                  | 9 de julio |             |                       |                       | Australia   | 52          |                           |                           |      |           |                      |                      |  |  |                    |                    |
|  | Malí                | 95                  |            |             | Turquía               | 56                    |             |             |                           |                           |      |           |                      |                      |  |  |                    |                    |
|  | Malí                | 95                  | Irán       | 71          | Turquía               | 56                    |             |             |                           |                           |      |           |                      |                      |  |  |                    |                    |
|  |                     |                     | Irán       | 71          | 10 de julio           | 10 de julio           | 10 de julio | 10 de julio |                           |                           |      |           |                      |                      |  |  |                    |                    |
|  |                     |                     | Malí       | 59          | 10 de julio           | 10 de julio           | 10 de julio | 10 de julio |                           |                           |      |           |                      |                      |  |  |                    |                    |
|  | Partido 15.º puesto | Partido 15.º puesto | Malí       | 59          | Malí                  | 104                   |             |             |                           |                           | Irán | 61        | Partido 11.º puesto  | Partido 11.º puesto  |  |  |                    |                    |
|  | Partido 15.º puesto | Partido 15.º puesto | 9 de julio |             | Malí                  | 104                   |             |             |                           |                           | Irán | 61        | Partido 11.º puesto  | Partido 11.º puesto  |  |  |                    |                    |
|  | 11 de julio         | 11 de julio         |            |             | Japón                 | 66                    |             |             | Turquía                   | 84                        |      |           | 11 de julio          | 11 de julio          |  |  |                    |                    |
|  | Corea del Sur       | 95                  | Japón      | 49          | Japón                 | 66                    | Letonia     | 71          | Turquía                   | 84                        |      |           |                      |                      |  |  |                    |                    |
|  | Corea del Sur       | 95                  | Japón      | 49          |                       |                       | Letonia     | 71          |                           |                           |      |           |                      |                      |  |  |                    |                    |
|  | Japón               | 92                  |            |             | Turquía               | 97                    |             |             | Irán                      | 63                        |      |           |                      |                      |  |  |                    |                    |

#### Cuartos de final del 9.º-16.º puesto
| 9 de julio de 2021 | Puerto Rico                                         | 52–95                               | Australia                                            | Riga                                                                                        |  |
| 11:30              | Parciales: 16-19, 20-26, 8-16, 8-34                 | Parciales: 16-19, 20-26, 8-16, 8-34 | Parciales: 16-19, 20-26, 8-16, 8-34                  |                                                                                             |  |
|                    | Estadísticas P. Wheeler 14 P. Wheeler 10 A. Clark 2 | Reporte Pts Reb Asts                | Estadísticas 19 R. Smith 8 D. Daniels 5 T. Armstrong | Pabellón: Olympic Sports Centre Riga Árbitros: Wojciech Liszka Maj Forsberg Carsten Straube |  |

| 9 de julio de 2021 | Irán                                                 | 71–59                                 | Malí                                           | Riga                                                                                       |  |
| 14:30              | Parciales: 12-15, 23-13, 12-15, 24-16                | Parciales: 12-15, 23-13, 12-15, 24-16 | Parciales: 12-15, 23-13, 12-15, 24-16          |                                                                                            |  |
|                    | Estadísticas P. Fallah 21 P. Fallah 8 A. Shahryari 6 | Reporte Pts Reb Asts                  | Estadísticas 18 A. Togo 10 O. Ballo 6 O. Ballo | Pabellón: Olympic Sports Centre Riga Árbitros: Leonardo Zalazar Kyoungjin Park Amr Aboollo |  |

| 9 de julio de 2021 | Letonia                                                | 90–67                                 | Corea del Sur                             | Riga                                                                                       |  |
| 17:30              | Parciales: 23-17, 23-12, 19-19, 25-19                  | Parciales: 23-17, 23-12, 19-19, 25-19 | Parciales: 23-17, 23-12, 19-19, 25-19     |                                                                                            |  |
|                    | Estadísticas K. Helmanis 30 K. Helmanis 11 D. Denafs 7 | Reporte Pts Reb Asts                  | Estadísticas 26 J. Yeo 13 J. Yeo 4 M. Cho | Pabellón: Olympic Sports Centre Riga Árbitros: Zdenko Tomasović Andrada Csender Mbaye Seye |  |

| 9 de julio de 2021 | Japón                                                          | 49–97                                | Turquía                                                                          | Riga                                                                                     |  |
| 20:30              | Parciales: 14-24, 8-22, 16-32, 11-19                           | Parciales: 14-24, 8-22, 16-32, 11-19 | Parciales: 14-24, 8-22, 16-32, 11-19                                             |                                                                                          |  |
|                    | Estadísticas Y. Kibayashi, A. Ogawa 8 A. Ogawa 5 I. Yamazaki 4 | Reporte Pts Reb Asts                 | Estadísticas 20 A. Bona 8 B. Buyuktuncel, S. Yiğitoğlu 4 B. Buyuktuncel, B. Tuna | Pabellón: Olympic Sports Centre Riga Árbitros: Grant Todey Gvidas Gedvilas Arnold Moseya |  |

#### Semifinales del 13.º-16.º puesto
| 10 de julio de 2021 | Puerto Rico                                        | 99–89                                 | Corea del Sur                             | Riga                                                                                        |  |
| 11:30               | Parciales: 33-30, 20-18, 21-18, 25-23              | Parciales: 33-30, 20-18, 21-18, 25-23 | Parciales: 33-30, 20-18, 21-18, 25-23     |                                                                                             |  |
|                     | Estadísticas P. Wheeler 31 R. Pinzón 9 A. Clark 12 | Reporte Pts Reb Asts                  | Estadísticas 31 J. Yeo 13 J. Yeo 6 J. Yeo | Pabellón: Olympic Sports Centre Riga Árbitros: Nathaniel Saunders Arnold Moseya Amr Aboollo |  |

| 10 de julio de 2021 | Malí                                                           | 104–66                               | Japón                                                           | Riga                                                                                   |  |
| 14:30               | Parciales: 27-17, 18-7, 27-16, 32-26                           | Parciales: 27-17, 18-7, 27-16, 32-26 | Parciales: 27-17, 18-7, 27-16, 32-26                            |                                                                                        |  |
|                     | Estadísticas O. Ballo 18 O. Ballo, M. Diaby 11 B. Coulibaly 10 | Reporte Pts Reb Asts                 | Estadísticas 9 H. Asai 11 Y. Yamanouchi 4 A. Ogawa, J. Iwashita | Pabellón: Olympic Sports Centre Riga Árbitros: Özlem Yalman Andrada Csender Mbaye Seye |  |

#### Semifinales del 9.º-12.º puesto
| 10 de julio de 2021 | Australia                                                             | 89–44                               | Letonia                                                    | Riga                                                                                        |  |
| 17:30               | Parciales: 25-6, 21-12, 23-4, 20-22                                   | Parciales: 25-6, 21-12, 23-4, 20-22 | Parciales: 25-6, 21-12, 23-4, 20-22                        |                                                                                             |  |
|                     | Estadísticas D. Daniels 19 B. Dengdit, D. Okwera, A. Gak 7 B. Jones 6 | Reporte Pts Reb Asts                | Estadísticas 8 N. Viljamsons 11 N. Viljamsons 3 V. Briedis | Pabellón: Olympic Sports Centre Riga Árbitros: Andreia Silva Kyoungjin Park Gizella Györgyi |  |

| 10 de julio de 2021 | Irán                                                 | 61–84                                 | Turquía                                          | Riga                                                                                        |  |
| 20:30               | Parciales: 15-11, 11-25, 18-20, 17-28                | Parciales: 15-11, 11-25, 18-20, 17-28 | Parciales: 15-11, 11-25, 18-20, 17-28            |                                                                                             |  |
|                     | Estadísticas P. Fallah 15 P. Fallah 9 A. Shahryari 7 | Reporte Pts Reb Asts                  | Estadísticas 18 T. Görener 8 A. Bona 7 B. Yılmaz | Pabellón: Olympic Sports Centre Riga Árbitros: Gvidas Gedvilas Carlos Peralta Mohammad Taha |  |

#### Partido por el 15.º puesto
| 11 de julio de 2021 | Corea del Sur                                   | 95–92                                 | Japón                                                         | Riga                                                                                  |  |
| 9:00                | Parciales: 24-22, 23-25, 24-19, 24-26           | Parciales: 24-22, 23-25, 24-19, 24-26 | Parciales: 24-22, 23-25, 24-19, 24-26                         |                                                                                       |  |
|                     | Estadísticas J. S. Yeo 36 J. S. Yeo 12 H. Kim 6 | Reporte Pts Reb Asts                  | Estadísticas 32 I. Yamazaki 13 J. Harper Jr. 13 J. Harper Jr. | Pabellón: Olympic Sports Centre Riga Árbitros: Viola Gyorgyi Mohammad Taha Mbaye Seye |  |

#### Partido por el 13.º puesto
| 11 de julio de 2021 | Puerto Rico                                         | 92–95                                               | Malí                                                                        | Riga                                                                                     |  |
| 12:00               | Parciales: 15-11, 23-22, 11-25, 28-19 (T.E.: 15-18) | Parciales: 15-11, 23-22, 11-25, 28-19 (T.E.: 15-18) | Parciales: 15-11, 23-22, 11-25, 28-19 (T.E.: 15-18)                         |                                                                                          |  |
|                     | Estadísticas A. Clark 23 R. Pinzón 10 R. Pinzón 8   | Reporte Pts Reb Asts                                | Estadísticas 17 L. Dembele 9 L. Dembele, O. Ballo 5 B. Coulibaly, M. Sidibe | Pabellón: Olympic Sports Centre Riga Árbitros: Zdenko Tomasović Maj Forsberg Amr Aboollo |  |

#### Partido por el 11.º puesto
| 11 de julio de 2021 | Letonia                                                                | 71–63                               | Irán                                                    | Riga                                                                                       |  |
| 15:00               | Parciales: 15-13, 9-7, 19-22, 28-21                                    | Parciales: 15-13, 9-7, 19-22, 28-21 | Parciales: 15-13, 9-7, 19-22, 28-21                     |                                                                                            |  |
|                     | Estadísticas D. Denafs 20 K. Feierbergs, K. Helmanis 12 K. Helmanis 11 | Reporte Pts Reb Asts                | Estadísticas 25 P. Fallah 11 P. Fallah 5 M. Lakzaeifard | Pabellón: Olympic Sports Centre Riga Árbitros: Özlem Yalman Carsten Straube Alexis Mercado |  |

#### Partido por el 9.º puesto
| 11 de julio de 2021 | Australia                                     | 52–56                               | Turquía                                                    | Riga                                                                                          |  |
| 18:00               | Parciales: 9-7, 15-17, 10-18, 18-14           | Parciales: 9-7, 15-17, 10-18, 18-14 | Parciales: 9-7, 15-17, 10-18, 18-14                        |                                                                                               |  |
|                     | Estadísticas A. Gak 10 A. Gak 10 D. Daniels 7 | Reporte Pts Reb Asts                | Estadísticas 12 D. Mutaf 10 F. Haltali 2 A. Bona, D. Mutaf | Pabellón: Olympic Sports Centre Riga Árbitros: Grant Todey Gvidas Gedvilas Virginia Peruchini |  |

## Clasificación final
| Pos.              | Equipo         | Pts | G-P | PF  | PC  | Dif. |
| ----------------- | -------------- | --- | --- | --- | --- | ---- |
| Medalla de oro    | Estados Unidos | 14  | 7-0 | 665 | 457 | +208 |
| Medalla de plata  | Francia        | 12  | 5-2 | 591 | 443 | +148 |
| Medalla de bronce | Canadá         | 13  | 6-1 | 619 | 519 | +100 |
| 4                 | Serbia         | 12  | 5-2 | 582 | 546 | +36  |
| 5                 | España         | 12  | 5-2 | 559 | 478 | +81  |
| 6                 | Lituania       | 11  | 4-3 | 607 | 520 | +87  |
| 7                 | Senegal        | 10  | 3-4 | 462 | 516 | −54  |
| 8                 | Argentina      | 10  | 3-4 | 540 | 576 | −36  |
| 9                 | Turquía        | 12  | 5-2 | 487 | 437 | +50  |
| 10                | Australia      | 10  | 3-4 | 534 | 456 | +78  |
| 11                | Letonia        | 10  | 3-4 | 452 | 474 | −22  |
| 12                | Irán           | 9   | 2-5 | 444 | 524 | −80  |
| 13                | Malí           | 9   | 2-5 | 483 | 570 | −87  |
| 14                | Puerto Rico    | 9   | 2-5 | 510 | 605 | −95  |
| 15                | Corea del Sur  | 8   | 1-6 | 481 | 741 | −260 |
| 16                | Japón          | 7   | 0-7 | 502 | 656 | −154 |